# Въстание на Хмелницки
Хмелницкото въстание е широкомащабно въоръжено въстание на запорожките казаци в Полско-Литовската държава, насочено срещу правителството на страната и поддържано от широки прослойки на руско-православното население там. Развива се под ръководството на Богдан Хмелницки през 1648 – 1657 г.
Причината за избухването му е нарастващият произвол на полските благороднически земевладелци спрямо украинско-белоруското (рутенското) селско население, икономическата експлоатация и религиозният натиск върху православното население вследствие на Брестката уния. В съвременната украинска и беларуска историография въстанието често се нарича „националноосвободителна война на украинския и беларуския народ“. 
В историята на юдаизма въстанието се свързва най-вече със състоялите се погроми над еврейското население.

## Ход на въстанието
Богдан Хмелницки – русински благородник, чието имущество е иззето – се отправя в Запорожката Сеч (крепостта на казаците отвъд бързеите на Днепър) и там бива избран за хетман. Предвожданата от него Запорожка казашка войска, в която имало огромен приток на антиполско население, започва успешна кампания срещу армията на полската корона, нанасяйки ѝ няколко тежки удара.
Още през 1648 г., в началото на въстанието, Богдан Хмелницки изпраща свой пратеник в Москва с молба за помощ. Тъй като обаче цар Алексей I, който по онова време се бори с вътрешни размирици, не желае да започне нова война срещу Полско-Литвската държава, казаците се съюзяват с хана на Кримското ханство. Като отплата на кримските татари е позволено да задържат главницата от плячкосаните полски стоки. Казаците започват неумолимо настъпление на запад, кланета на поляци, йезуити, римокатолическо духовенство и евреи в голям мащаб по време на кампанията. Колко евреи са станали жертва на погромите е спорно в научните изследвания; по оценка на изследователя на геноциди Гунар Хайнзон са били убити между 34 000 и 42 500 души, историкът Шаул Щампфер оценява жертвите на около 18 000, което съответства на малко под половината от еврейското население на Украйна. Въстанието не се ограничава само до източнославянската област на полската корона (днешна Украйна), но обхваща и източнославянските области на Великото литовско херцогство (днешен Беларус).
Късметът напуска Хмелницки, когато кримският хан Ислям III Гирай предава казаците в битките при Сборив, Берестечко и Жванец, за да не отслаби Полско-Литовската държава твърде много. След това Хмелницки отново се обръща към руския цар Алексей I. На Радата в Переяслав през януари 1654 г. голяма част от казашкия елит полага клетва за вярност към руския цар. След това Руското царство обявява война на Полско-Литовската държава. Руско-полска война между 1654 и 1667 г. фактически се явява продължение на Хмелницкото въстание. В крайна сметка оспорените от казаците териториите на Полско-Литовската държава (намиращи се в днешна Украйна) са поделени между Руското Царство и Полско-Литовската държава по поречието на река Днепър.